# Анкарагюджю
МКЕ Анкарагюджю (на турски: Makina Kimya Endüstrisi Ankaragücü) е футболен клуб от Анкара, столицата на Турция.
Играе в Суперлигата на Турция. Основан е през 1910 г. Домакинските си мачове играе на „Еряман Стадиум“ с капацитет 21 000 зрители, след закриването на стадион „19 май“.

## Успехи
- Суперлига Турция:
  -  Шампион (1): 1949
- Футболната Лига на Анкара:
  -  Победител (7): 1923/24, 1935/36, 1936/37, 1948/49, 1951/52, 1955/56, 1956/57
  -  Второ място (4): 1938/39, 1943/44, 1954/55, 1958/59
- Първа лига:[2]
  -  Шампион (2): 1968/69, 1976/77.
- Купа на Турция:
  -  Носител (2): 1971/72, 1980/81.
    -  Финалист (3): 1972/73, 1981/82, 1990/91.
- Суперкупа на Турция:
  -  Носител (1): 1980.
    -  Финалист (1): 1972

## Известни треньори
- Валерий Непомнящий
- Фатих Терим
- Михай Стойкица
- Роже Льомер

## Български футболисти
- Ивайло Петков: 2005/07 - (44 мача - 2 гола)
- Александър Александров – Кривия: 2007 - (17 мача - 7 гола)